# Diego Collado
Diego Collado Raya (Granada, 9 gennaio 2001) è un calciatore spagnolo, attaccante della Leonesa.

## Carriera

### Club
Nato a Granada, nel 2013 è entrato a far parte della Cantera del Villarreal proveniente dal Granada 74. Il 13 gennaio 2019 ha debuttato con la squadra C nell'incontro di Tercera División perso 1-0 contro l'Atlético Saguntino. Il 22 agosto ha rinnovato il contratto fino al 2023 e due giorni dopo ha segnato il suo primo gol in carriera nel successo per 3-0 contro il Catarroja.
Promosso nel Villarreal B, è stato impiegato con buona continuità e nel mese di agosto del 2022 ha rinnovato il contratto fino al 2025.
Il 23 novembre 2022 ha esordito in prima squadra ed ha al contempo segnato il suo primo gol nell'incontro di Coppa del Re vinto 9-0 contro il Santa Amalia. Il 22 gennaio dell'anno successivo ha esordito anche in Primera División contro il Girona.

### Nazionale
Ha giocato nelle nazionali giovanili spagnole Under-19 ed Under-20.

## Statistiche

### Presenze e reti nei club
Statistiche aggiornate al 21 dicembre 2022.
| Stagione        | Squadra         | Campionato      | Campionato | Campionato | Coppe nazionali | Coppe nazionali | Coppe nazionali | Coppe continentali | Coppe continentali | Coppe continentali | Altre coppe | Altre coppe | Altre coppe | Totale | Totale | Totale |
| Stagione        | Squadra         | Comp            | Pres       | Reti       | Comp            | Pres            | Reti            | Comp               | Pres               | Reti               | Comp        | Pres        | Reti        | Pres   | Reti   |        |
| --------------- | --------------- | --------------- | ---------- | ---------- | --------------- | --------------- | --------------- | ------------------ | ------------------ | ------------------ | ----------- | ----------- | ----------- | ------ | ------ | ------ |
| 2018-2019       | Villarreal C    | TD              | 1          | 0          |                 | -               | -               |                    | -                  | -                  |             | -           | -           | 1      | 0      |        |
| 2019-2020       | Villarreal C    | TD              | 2          | 3          |                 | -               | -               |                    | -                  | -                  |             | -           | -           | 2      | 3      |        |
| 2019-2020       | Villarreal B    | SDB             | 21         | 4          |                 | -               | -               |                    | -                  | -                  |             | -           | -           | 21     | 4      |        |
| 2020-2021       | Villarreal B    | SDB             | 9          | 2          |                 | -               | -               |                    | -                  | -                  |             | -           | -           | 9      | 2      |        |
| 2021-2022       | Villarreal B    | PDR             | 34         | 4          |                 | -               | -               |                    | -                  | -                  |             | -           | -           | 34     | 4      |        |
| 2022-2023       | Villarreal B    | SD              | 34         | 5          |                 | -               | -               |                    | -                  | -                  |             | -           | -           | 34     | 5      |        |
| 2023-2024       | Villarreal B    | SD              | 14         | 0          |                 | -               | -               |                    | -                  | -                  |             | -           | -           | 14     | 0      |        |
| 2022-2023       | Villarreal      | PD              | 2          | 0          | CR              | 1               | 1               | UECL               | 0                  | 0                  |             | -           | -           | 3      | 1      |        |
| 2023-2024       | Villarreal      | PD              | 0          | 0          | CR              | 1               | 0               | UEL                | 0                  | 0                  |             | -           | -           | 1      | 0      |        |
| Totale carriera | Totale carriera | Totale carriera | 117        | 18         |                 | 2               | 1               |                    | 0                  | 0                  |             | -           | -           | 119    | 19     |        |